# (10364) Tainai
(10364) Tainai est un astéroïde de la ceinture principale.

## Description
(10364) Tainai est un astéroïde de la ceinture principale. Il fut découvert le 3 novembre 1994 à Ōizumi par Takao Kobayashi. Il présente une orbite caractérisée par un demi-grand axe de 2,22 UA, une excentricité de 0,10 et une inclinaison de 1,8° par rapport à l'écliptique.

## Compléments